# Абхинав Биндра
Абхинав Биндра (Дерадун, 28. септембар 1982), је индијски спортиста који се такмичи у стрељаштву. На Олимпијским играма у Пекингу освојио је златну медаљу у дисциплини ваздушна пушка. То је била прва златна олимпијска медаља за Индију у појединачном спорту и прва златна медаља од 1980. када је тим у хокеју на трави дошао до злата. Биндра се такође такмичио на играма 2000. када је био једанаести, 2004. седми, 2012. шеснаести и 2016. четврти. Са Светског првенства 2006. има злато. На Играма комонвелта освојио је седам медаља од тога четири златне. Са Азијских игара има три медаље. На церемонији отварања Игара у Рију 2016. носио је заставу Индије.